# Orthonevra bellula
Orthonevra bellula är en tvåvingeart som först beskrevs av Samuel Wendell Williston  1882.  Orthonevra bellula ingår i släktet glansblomflugor, och familjen blomflugor. Inga underarter finns listade i Catalogue of Life.